# Pierre des Chappes
Pierre des Chappes (zm. 24 marca 1336 w Awinionie) – francuski kardynał i dyplomata.

## Życiorys
Pochodził z diecezji Troyes. Studiował prawo w Chartres i Orleanie, uzyskując tytuł doktora, a następnie (1315) regenta. W latach 1312–17 uzyskał stanowiska w kilku kapitułach katedralnych w północnej Francji. Kanclerz króla Francji Filipa V od 1317 do 1320. W październiku 1320 został wybrany na biskupa Arras. W 1325 wspólnie z biskupem Pierre de Montemart negocjował w imieniu króla Francji Karola IV pokój z Anglią. Rok później został przeniesiony na stanowisko biskupa Chartres, jednak nigdy nie odwiedził tej diecezji. W grudniu 1327 Jan XXII kreował go kardynałem prezbiterem Santi Silvestro e Martino ai Monti i wezwał do pracy w kurii w Awinionie. Uczestniczył w konklawe 1334. Protoprezbiter Kolegium Kardynalskiego od 12 listopada 1335. Zmarł w Awinionie.